# خواكين أدوغار
خواكين أدوغار هو لاعب كرة قاعدة دومينيكاني، ولد في 21 ديسمبر 1952 في سان بيدرو دي ماكوريس في جمهورية الدومينيكان، وتوفي في 8 سبتمبر 2015 في سانتو دومينغو في جمهورية الدومينيكان بسبب السكري.

## وصلات خارجية
- خواكين أدوغار على موقع دوري كرة القاعدة الرئيسي (الإنجليزية)
- خواكين أدوغار على موقعبيزبول رفرنس.كوم (الدوري الرئيسي) (الإنجليزية)
- خواكين أدوغار على موقعبيزبول رفرنس.كوم (الدوري الثانوي) (الإنجليزية)
- خواكين أدوغار على موقع إي إس بي إن.كوم (أم.أل.بي) (الإنجليزية)
- خواكين أدوغار على موقع مشجعي الرسوم البيانية (الإنجليزية)